# Phalaenopsis wilsonii
Phalaenopsis wilsonii är en orkidéart som beskrevs av Robert Allen Rolfe. Phalaenopsis wilsonii ingår i släktet Phalaenopsis och familjen orkidéer. Inga underarter finns listade i Catalogue of Life.

## Bildgalleri

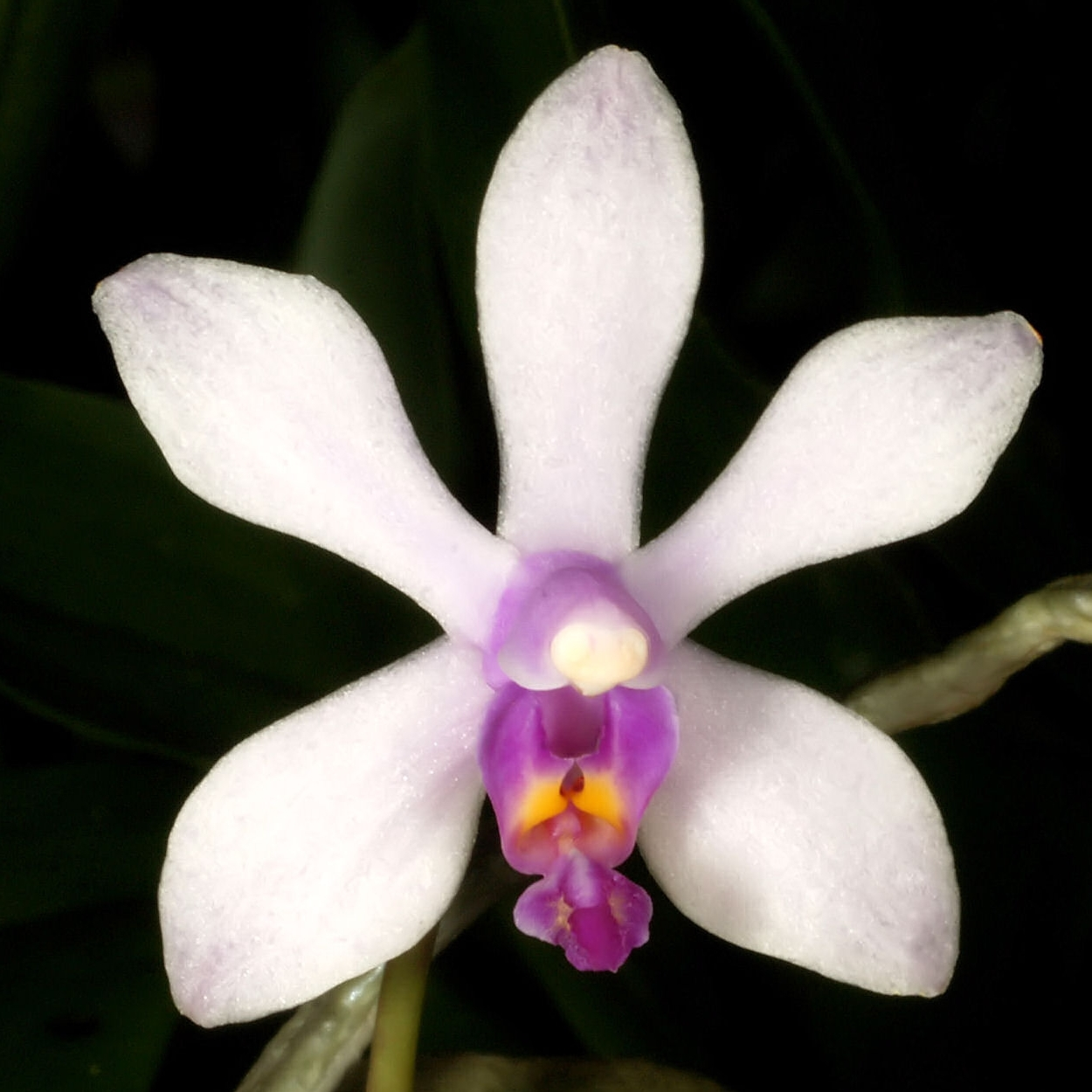